# Совість (фільм, 1914)
Совість (англ. Conscience) — американська короткометражна драма 1914 року.

## Сюжет
Джек Глісон на межі, бо лікар дав його дружині-алкоголічці ще один шанс, за умови, що вона зможе поїхати до Арізони, а у нього немає грошей на поїздку. В один нерозважливий момент він ставить на гральний стіл усі свої заощадження і програє все до останнього цента. Повертаючись додому, найвідчайдушніший чоловік у світі, він натрапляє на сплячого жебрака, в капелюх якого якась доброзичлива душа впустила золоту монету в десять доларів. Пам'ятаючи, що десять — його щасливе число, юнак краде монету і поспішає назад до грального залу. Звісно ж, удача повертається до нього. Він виграє повну валізу грошей. Але втомлене обличчя старого жебрака не дає йому спокою. Нарешті він вирушає на його пошуки, приводить його додому, розповідає йому всю історію і, тицьнувши йому валізу з купюрами, відсилає ошелешеного старого геть. Але волоцюга впізнав у дружині Глісона ту саму жінку, яка дала йому їжу, коли всі інші виставили його за двері. Через кілька днів усі гроші, окрім 20 доларів, повертаються разом із запискою: «Будь ласка, візьміть решту, щоб вилікувати жінку, яка пожаліла старого бродягу».

## У ролях
- Ірвінг Каммінгс — Джек Глісон — банківський касир
- Міньон Андерсон — Нелл Глісон — дружина Джека
- місіс Френк Фаррінгтон — Мег — старий слуга
- Едвард Хойт — доктор Рей
- Юджин Мур — Біллі
- Ернест С. Варде — Сліпий Джейк